# Bootlegs
Bootlegs to jedyny album koncertowy zespołu Good Charlotte wydany 7 sierpnia 2004. Zawiera zapis koncertu z 2003 w Baltimore w stanie Maryland w ramach The Young and the Hopeless tour.

## Lista piosenek
1. A New Beginning/The Anthem
2. Festival Song
3. Riot Girl
4. Wondering
5. Girls & Boys
6. The Story of My Old Man
7. I Heard You
8. Movin' On
9. Waldorf Worldwide
10. The Young and the Hopeless
11. Little Things
12. Lifestyles Of The Rich And Famous